# Парижский
Пари́жский — хутор в Верхнедонском районе Ростовской области.
Входит в состав Шумилинского сельского поселения.

## География
Хутор расположен на крайнем севере Верхнедонского района, у границы с Воронежской и Волгоградской областями, в пределах Калачской возвышенности, относящейся к Восточно-Европейской равнине, в балке Медвежья (бассейн реки Песковатка). Рельеф местности — холмисто-равнинный, сильно расчленённый овражно-балочной сетью. Хутор окружён полями, имеются полезащитные насаждения. Высота центра населённого пункта — 155 метров над уровнем моря.
По автомобильным дорогам расстояние до административного центра сельского поселения станицы Шумилинской — 32 км, до районного центра станицы Казанской — 60 км, до областного центра города Ростов-на-Дону — 420 км, до ближайшего города Миллерово — 210 км.
Самый северный населённый пункт Верхнедонского района.

## История
Упоминается по фонду № 429 Ростовского государственного областного архива «Проект юрта Казанской станицы» от 18 августа 1838 года как хутор Карташов/Чеботарев по Медвежьему Логу. Хутор Чеботарёв обозначен на десятивёрстной карте Шуберта 1840 года. Под названием хутор Медвежий населённый пункт обозначен на карте-дорожнике Области Войска Донского 1905 года издания. Как хутор Медвежинский упоминается в Алфавитном списке населенных мест области войска Донского за 1915 год. Под этим же названием хутор указан на картах 1939, 1941 и 1950 годов издания. Название хутор Парижский присвоено не позднее 1984 года. Название присвоено по находившемуся в хуторе колхозу «Парижская коммуна»

## Население
| 1989 | 2002 | 2010 |
| ---- | ---- | ---- |
| 375  | ↘283 | ↘190 |

## Уличная сеть
Единственная улица хутора — Парижская.

## Образование
- МОУ Парижская основная общеобразовательная школа.

## Археология
Территория Ростовской области была заселена ещё в эпоху неолита. Люди, живущие на древних стоянках и поселениях у рек, занимались в основном собирательством и рыболовством. Степь для скотоводов всех времён была бескрайним пастбищем для домашнего рогатого скота. От тех времен осталось множество курганов с захоронениями жителей этих мест. Курганы и курганные группы находятся на государственной охране.
Поблизости от территории хутора Парижского Верхнедонского района расположено несколько достопримечательностей — памятников археологии. Они охраняются в соответствии с Федеральным законом от 25.06.2002 N 73-ФЗ «Об объектах культурного наследия (памятниках истории и культуры) народов Российской Федерации», Областным законом от 22.10.2004 N 178-ЗС «Об объектах культурного наследия (памятниках истории и культуры) в Ростовской области», Постановлением Главы администрации РО от 21.02.97 N 51 о принятии на государственную охрану памятников истории и культуры Ростовской области и мерах по их охране и др.
- Курган «Дашкин». Находится на расстоянии около 5,2 км к юго-востоку от хутора Парижского.
- Курган «Дашкин II». Находится на расстоянии около 4,7 км к юго-востоку от хутора Парижского.
- Курган «Дашкин III». Находится на расстоянии около 4,4 км к юго-востоку от хутора Парижского.
- Курган «Огнево». Находится на расстоянии около 3,5 км к северо-западу от хутора Парижского.
- Курганная группа «Медвежинский I» (4 кургана. Находится на расстоянии около 2,7 км к юго-западу от хутора Парижского.
- Курганная группа «Медвежинский II» (3 кургана). Находится на расстоянии около 2,4 км к юго-западу от хутора Парижского[12].